# Helianthemum helianthemoides
Helianthemum helianthemoides là một loài thực vật có hoa trong họ Nham mân khôi. Loài này được (Desf.) Grosser mô tả khoa học đầu tiên năm 1903.